# チョウ・ディン
チョウ・ディン（Kyaw Din、1900年6月 - 没年不詳）は、イギリス統治下のビルマ（現ミャンマー）出身のエンジニア、陸上競技選手、日本のサッカー指導者。日本に留学中の1920年代に、日本サッカーの技術、戦術の伝統の基礎を作ったとして知られる。名をモン・チョー・ディンとする資料もある。

## 人物
チョウ・ディンの経歴は断片的に調査・紹介されているものの、1920年代前半の日本への留学時代以外については不明な点が多い。
チョウ・ディンは棒高跳の選手だったが、ミャンマーは他の東南アジア同様、古くからサッカーが盛んであり、チョー・ディンもショートパス戦法を編み出したスコットランド人にサッカーを学んだという。そのため、19世紀から20世紀はじめの、いわゆるスコットランドのパッシングゲーム、パス重視の流れを汲んでいた。
日本の工業技術を学ぶために東京高等工業学校に留学中だった大正時代初期、早稲田大学のグラウンドで陸上競技の練習をしている最中に、偶然早稲田高等学院サッカー部の練習を見かけて指導を始めた。当時日本はサッカー後進国で、ヘディングやサイドキックといった基本的な技術さえ知られていなかった。
彼の指導によって、早稲田高等学院は全国高等学校ア式蹴球大会（インターハイ）2連覇を成し遂げた。この時期に指導を受けた人物の中には鈴木重義や玉井操などが含まれる。それ迄は無名だった私立の早稲田の優勝の陰にチョウ・ディンの指導があったことが分かると旧制山口高校や神戸一中もチョウ・ディンにコーチを依頼した。
1923年、関東大震災によって東京高等工業学校の校舎が倒壊し、授業が受講できなくなった。この機会にチョウ・ディンは全国を巡回してサッカーの指導に携わった。キックやパス等の基礎から、パスをつないで攻めるショートパス戦法まで、実技と理論を教え、その結果日本サッカー全体の技術力が向上し、国際舞台での活躍の基盤が整った。また、『How to play association football』という指導書を英文で執筆し、1923年8月に教え子らの協力で日本語版を出版した。当時、日本に無かった写真や図を多用し技術や戦術に関する具体的かつ理論的なテキストであったという。この時期に指導を受け、後に日本サッカーを支えるようになった人物としては旧制山口高校の竹腰重丸などがおり、また神戸一中は直伝のショートパス戦法を習得し、この後何度も全国制覇を成し遂げるようになる。特に、教え子の鈴木重義が監督を務め、こちらも教え子の竹腰重丸を中心に東大主力中心の初の選抜チームによる日本代表で挑んだ1930年の極東選手権大会では初の国際試合での優勝を果たした。また、6年後にはベルリン五輪での快挙として結実した。
1924年にチョウ・ディンは、「スポーツ分野での活動は日本で授かった教育の恩返しである」という言葉を残してビルマへ帰国した。独立後のミャンマーで技術者として活躍し、とくに製鉄釜や金型といった工業の基礎となる開発をミャンマーで初めて行ない、初の国産ジープを生産するなど、ミャンマー工業のパイオニア的存在となった。次期大統領と目されていた少数民族カチンのリーダー・サマドゥワ・スィンワナウン所有の民間工場の技術者となったが、1962年のクーデターによりネ・ウィン政権が樹立、工場は国営化されることになり、その移転作業の技術指導を行なったのち、姿を消した。
2007年8月、日本サッカー殿堂に選出された。これにともない、日本サッカー協会によって、ミャンマーのスポーツ誌などを通じて家族探しが行われたが、名乗りはなかった。

## 著書
- モン・チョー・ディン『How to Play Association Football [フットボール]』平井武、1923年8月23日。NDLJP:971762。